# Radzowice
Radzowice (niem. Reesewitz) – wieś w Polsce położona w województwie dolnośląskim, w powiecie oleśnickim, w gminie Dziadowa Kłoda.

## Historia
Według księgi założenia biskupstwa wrocławskiego wieś istnieje według prawa niemieckiego od roku 1300. Była to wieś leżącą na skrzyżowaniu wielu dróg. Pierwsza wzmianka o kościele w Radzowicach pochodzi jednak dopiero z roku 1524. Kościół w Radzowicach okazał się w okresie kontrreformacji azylem dla ewangelików z okręgu Sycowa. Po przejęciu Śląska przez Prusy i wprowadzeniu tolerancji religijnej, w roku 1747 wybudowano nowy kościół ewangelicki, do którego przeniesiono ołtarz i ambonę ze starego kościoła. Jeden z dwóch dzwonów kościelnych powstał w roku 1614.
Oprócz Dziadowego Mostu do parafii ewangelickiej Radzowice należał Syców, Nowa i Dolna Stradomia, Dziadowa Kłoda, Dalborowice i Gronowice. Ostatnim ewangelickim pastorem był Fritz Helbig. W Radzowicach działało również ewangelickie zgromadzenie sióstr oraz parafialne przedszkole. Szkoła w Radzowicach powstała w roku 1663. Ostatni budynek szkoły pochodzi z roku 1887 – zawierał 2 pomieszczenia klasowe i mieszkanie dla nauczyciela.
W roku 1939 wieś liczyła 527 mieszkańców, a całkowita powierzchnia 1097 ha. Istniało 60 gospodarstw, 2 gościńce, 1 piekarnia i sklep drobiowy. Wieś posiadała również rzemieślników: 2 stolarzy, kowala, szewca i krawcowe, siodlarza i krawca, poza tym 4 kołodziejów i 3 murarzy. Ostatnim niemieckim burmistrzem był Willy Helbig.
W roku 1945 wieś została włączona w granice Polski. Jej niemiecka ludność została wysiedlona do Niemiec. W latach 1975–1998 miejscowość administracyjnie należała do województwa kaliskiego.
We wsi był przystanek kolejowy Radzowice.

## Zabytki
Do wojewódzkiego rejestru zabytków wpisany jest kościół ewangelicki do 1945 r., obecnie rzymskokatolicki filialny pw. Świętej Trójcy, szachulcowy, barokowy z wieżą z 1747 r. - połowa XVIII w., XIX w.
inne zabytki, wewnątrz kościoła:
- ołtarz główny – wczesnobarokowy o cechach ludowych z 1673 r. sygnowany przez W. Smoliusa
- ambona barokowa – z II połowy XVIII w. koszowa, wieloboczna, z baldachimem
- prospekt organowy – barokowy z połowy XVIII w.
- obraz Matki Boskiej w płaszczu opiekuńczym – późnogotycki, zapewne 1545 r.
- obraz Ostatnia Wieczerza – barokowy z przełomu XVII/XVIII w.
- epitafium Christiana Heinricha von Lohr – barokowe z 1738 r.
- epitafium Hansa Alberta von Sigrodt – barokowe z 1687 r.
- nagrobek Charlotty von Dyhrn – klasycystyczny z 1804 r.
- tarcza herbowa rodu von Dyhrn – z 1746 r.
- dzwon spiżowy – z 1614 r. sygnowany przez J. Getza
- witraż – eklektyczny z 1897 r. z wizerunkiem św. Piotra
- witraż – eklektyczny z 1897 r. z wizerunkiem św. Jana Ewangelisty.

## Szkolnictwo
Pierwsza szkoła w Radzowicach powstała w roku 1663. Obecny budynek szkoły składa się z budynku pochodzącego z roku 1887 (w części budynku są mieszkania prywatne), rozbudowanego o nową część. Po II wojnie światowej, do roku 2003, istniała tu szkoła podstawowa. Od roku 2003 prowadzenie szkoły przejęło Stowarzyszenie Rozwoju Wsi Radzowice. Obecnie prowadzone są klasy I-III oraz oddział zerowy (starsze dzieci dowożone są do szkoły w Dziadowej Kłodzie).

## Kultura
W Radzowicach istnieje ludowy zespół muzyczny Radzowiczanie (do 2011 roku pod nazwą Radzowiczanki).

## Galeria

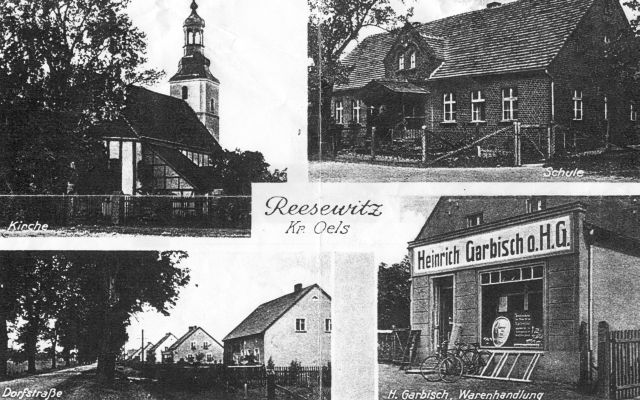
Pocztówka przedwojenna
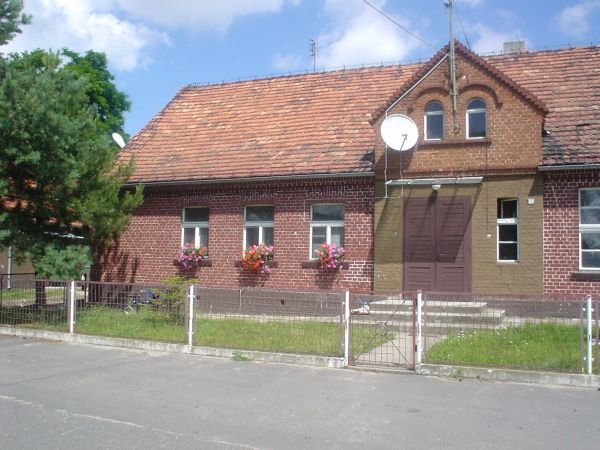
Budynek szkoły z roku 1887
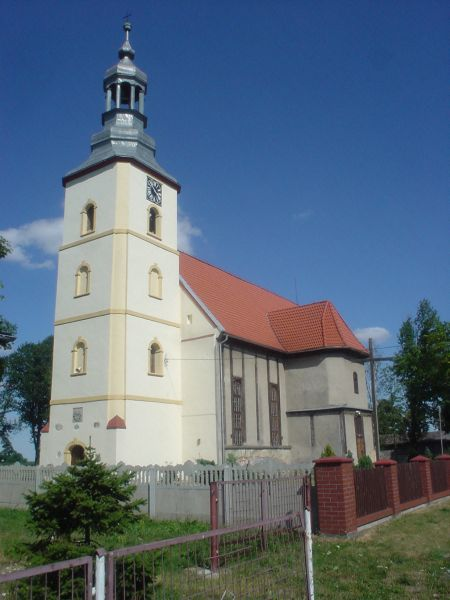
Kościół pw. św. Trójcy (przed renowacją)
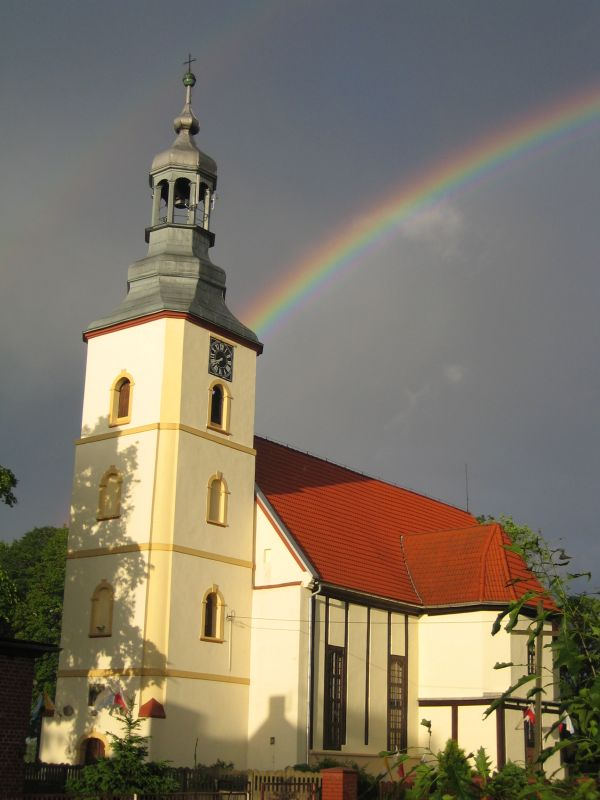
Kościół pw. św. Trójcy
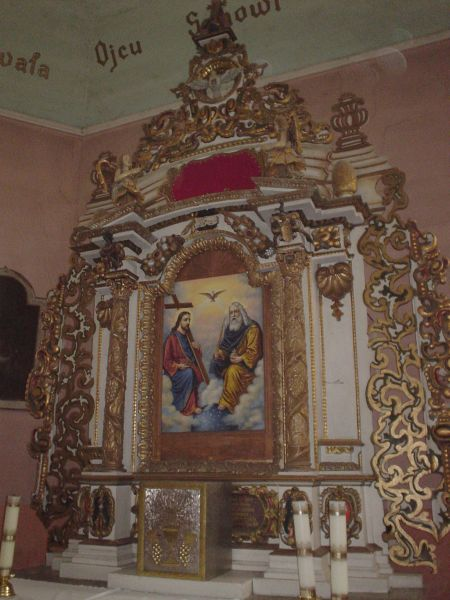
Ołtarz główny – wczesnobarokowy o cechach ludowych z 1673 r. sygnowany przez W. Smoliusa (przed renowacją w 2010 r.)
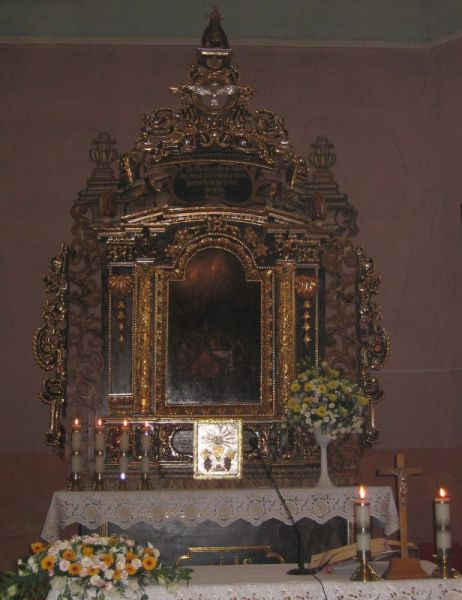
Ołtarz główny – wczesnobarokowy o cechach ludowych z 1673 r. sygnowany przez W. Smoliusa
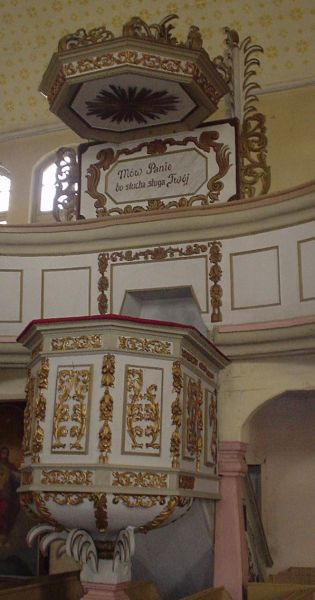
Ambona barokowa – z 2. połowa XVIII w. koszowa, wieloboczna, z baldachimem
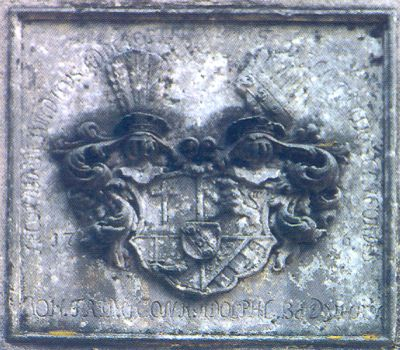
Tarcza herbowa rodu von Dyhrn z roku 1746
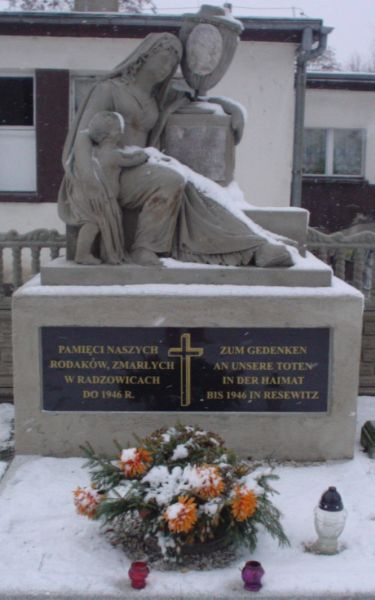
Nagrobek Charlotty von Dyhrn z roku 1804, po roku 1945 przebudowany na Pomnik zmarłym
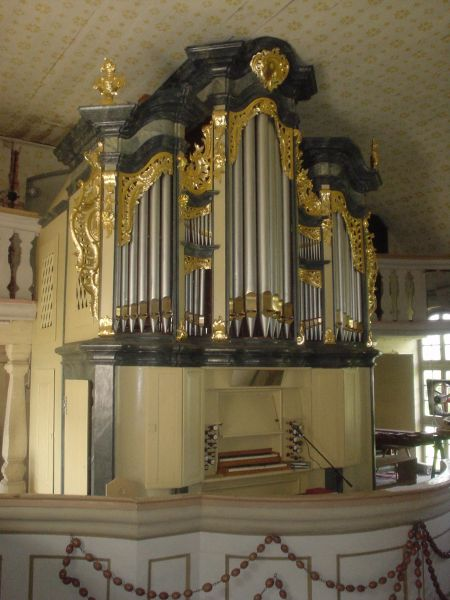
Prospekt organowy z roku 1871
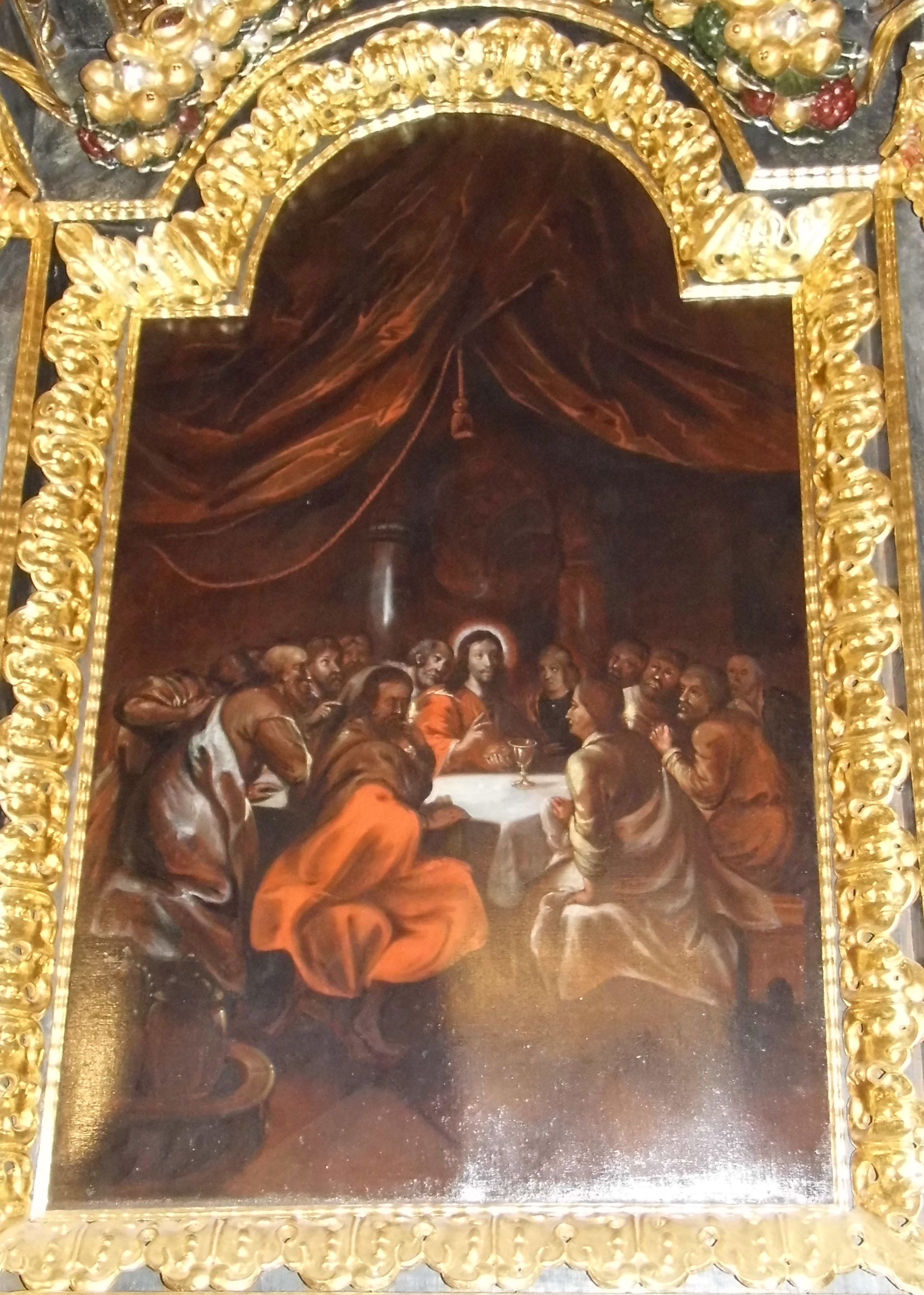
Obraz Ostatnia Wieczerza - barokowy z przełomu XVII/XVIII w. (obecnie w ołtarzu głównym)
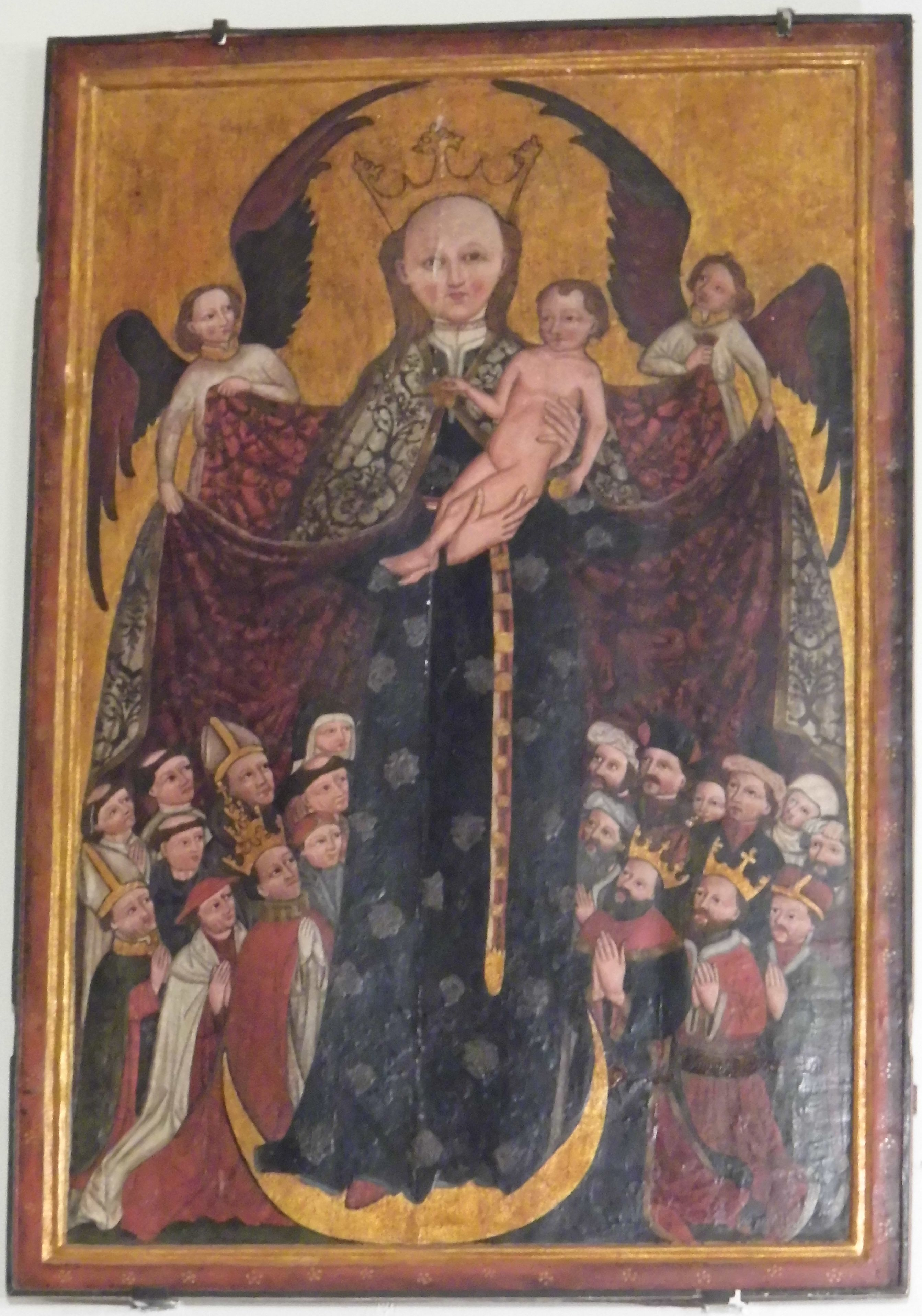
Obraz Matki Boskiej w płaszczu opiekuńczym - późnogotycki, zapewne z roku 1545

## Osoby związane z miejscowością
- hr. Konrad Adolf von Dyhrn (1803–1869) - urodzony i zmarły w Radzowicach niemiecki polityk liberalny; członek pruskiego Zgromadzenia Narodowego, a następnie Izby Panów oraz parlamentu Związku Północnoniemieckiego